# Agamemnon-Klasse (1929)
Die Stückgutschiffe der Agamemnon-Klasse wurden von 1929 bis 1931 in fünf Einheiten für die britische Blue Funnel Line gebaut.

## Geschichte

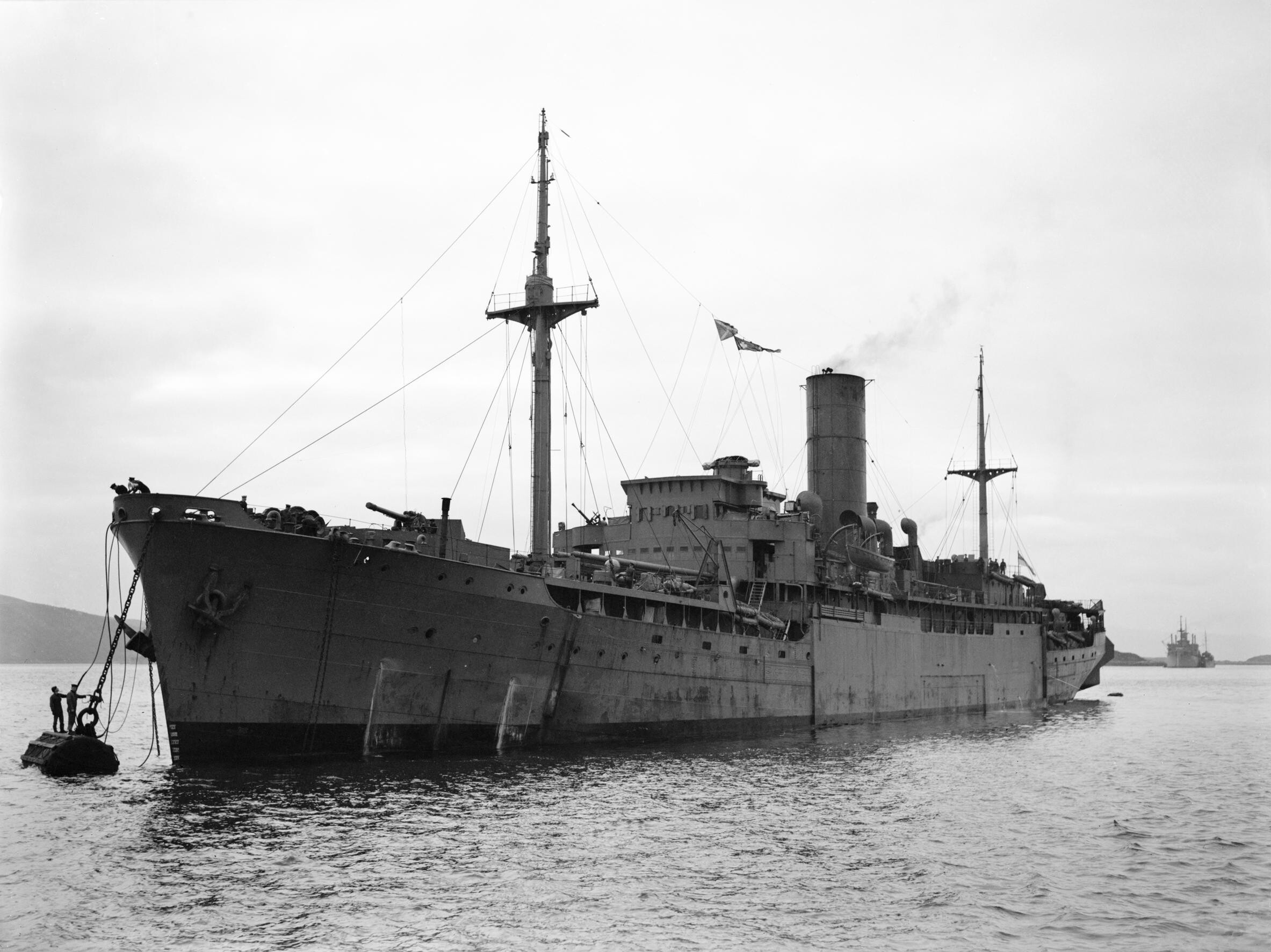
Die Agamemnon als Hilfsminenleger

Die Schiffe der A-Klasse wurden in Alfred Holt’s Entwurfsabteilung für den Fernostdienst der Reederei entwickelt. Die einzelnen Einheiten entstanden auf verschiedenen Bauwerften. Der Begriff Agamemnon-Klasse leitete sich vom Typschiff Agamemnon ab. Der Entwurf wurde in fünf Einheiten gebaut und zunächst von den Konzernreedereien Ocean Steam Ship Company und China Mutual Steam Navigation Company sowie später von der Tochtergesellschaft Glen Line eingesetzt.
Zwei der Schiffe wurden während des Zweiten Weltkriegs zunächst zu Hilfsminenlegern und danach zu Erholungsschiffen für Seeleute mit umfangreichen Unterbringungsmöglichkeiten umgebaut. Zwei Schiffe der Agamemnon-Klasse wurden im Zweiten Weltkrieg versenkt, eines erlitt 1953 einen Brand nach einer Maschinenraumexplosion. Die letzten beiden Schiffe blieben bis zum Ende ihrer jeweiligen Karriere im Blue-Funnel-Liniendienst. Der Zeitraum, in dem die Reederei Schiffe dieser Baureihe einsetzte, erstreckte sich über volle drei Jahrzehnte.

## Technische Beschreibung
Die Agamemnon-Klasse-Schiffe waren als Stückgutschiffe mit mittschiffs angeordneten Aufbauten gebaut und verfügten über eine geringe Anzahl an Passagierplätzen. Die Schiffe besaßen eine Tragfähigkeit von rund 9000 Tonnen, sechs Laderäume mit Kühlladeräumen und Süßöltanks. Der Ladungsumschlag erfolgte mit konventionellem Ladegeschirr.
Der Maschinenraum, dessen Länge durch die Anordnung mit zwei Hauptmotoren geringer Baugröße besonders kurz ausgelegt war, befand sich unter dem Deckshaus. Der Antrieb bestand aus zwei Achtzylinder-Viertakt-Dieselmotoren des dänischen Herstellers B&W, die auf zwei Propeller wirkten.

## Die Schiffe
| Schiffsname | Bauwerft / Baunummer    | Indienststellung | Reederei                              | Spätere Namen und Verbleib |
| ----------- | ----------------------- | ---------------- | ------------------------------------- | --- |
| Agamemnon   | Workman, Clark/ -       | September 1929   | Ocean Steam Ship Company              | Am 30. Dezember 1939 von der Admiralität requiriert und von Oktober 1940 bis Oktober 1943 beim 1st Minelaying Squadron in Kyle of Lochalshals als Hilfsminenleger eingesetzt, 1943 in Vancouver zum Umbau zum Erholungsschiff der British Pacific Fleet eingetroffen aber bis 1945 nicht vollendet, am 26. April 1947 zurückgegeben und wieder in Fahrt, ab 26. März 1963 in Hongkong verschrottet |
| Menestheus  | Caledon Shipbuilding/ - | Dezember 1929    | Ocean Steam Ship Company              | Am 14. Dezember 1939 von der Admiralität requiriert und ab 22. Juni 1940 als Hilfsminenleger eingesetzt, 1942 durch einen Luftangriff vor Island beschädigt und durch das Schwesterschiff Agamemnon nach Lochalsh eingeschleppt, 1943/44 zum Erholungsschiff der British Pacific Fleet umgebaut, 1946 außer Dienst, 1948 zurückgegeben und wieder in Fahrt, am 16. April 1953 vor Punta Eugenio nach Maschinenraumexplosion und Brand aufgegeben, am 5. Mai zur Untersuchung in Long Beach eingeschleppt, am 10. Juni im Schlepp zum Abbruch in Baltimore eingetroffen |
| Deucalion   | Hawthorn Leslie/ -      | 1930             | Ocean Steam Ship Company              | Am 21./22. Dezember 1940 durch einen Luftangriff im Gladstone Dock, Liverpool beschädigt, am 12. August 1942 durch einen Luftangriff vor Cani bei Malta versenkt |
| Memnon      | Caledon Shipbuilding/ - | 1931             | China Mutual Steam Navigation Company | Am 11. März 1941 durch U-106 vor Kap Blanco, Kapverden torpediert und versenkt, fünf Todesopfer |
| Ajax        | Scott’s Shipbuilding/ - | 1931             | Ocean Steam Ship Company              | 1957 als Glenlochy zur Glen Line, 1958 als Sarpedon zurück zur Ocean Steam Ship Company, ab August 1962 verschrottet |